# 感度良好 波高し
『感度良好 波高し』（かんどりょうこう なみたかし）は、1996年8月21日に吉田拓郎がリリースしたオリジナル・アルバム。

## 解説
ロサンゼルスでレコーディングが行われ、オリジナル・アルバムとしては前作『Long time no see』に続き2年連続となる。
2019年の時点では、1980年発売の『Shangri-La』も含めて通算3度目の海外レコーディングとなる。
オリジナル・アルバムで岡本おさみが全面的に作詞を担当するのは1980年発売『アジアの片隅で』以来。この間、岡本おさみとの共作は1985年に発売された『俺が愛した馬鹿』収録の「LAST KISS NIGHT」のみ。1991年発売の『detente』から作詞を担当した石原信一は、このアルバムをもって楽曲制作が最後となった。

## 収録曲
- 全作詞:岡本おさみ（特記以外）作曲・編曲:吉田拓郎（特記以外）。

1. ベイ・サイド・バー
作詞:石原信一
2. 今日までそして明日から
作詞:吉田拓郎　編曲:瀬尾一三
  - セルフカバー。
  - 2006年の『吉田拓郎 & かぐや姫 Concert in つま恋 2006』や、ライブのバンド演奏ではこのアレンジが多い。
  - 「遥かなる」のカップリング曲。
3. いつでも
4. マンボウ
5. 遥かなる
作詞:石原信一　編曲:瀬尾一三
  - 日産『ラルゴ』CMソング[2][3]
6. センチメンタルを越えて
作詞:石原信一　編曲:瀬尾一三
7. 夢を語るには
8. 心のままに
9. 漂流記
編曲:瀬尾一三
10. この国JAPAN
作詞:石原信一
11. まァ取り敢えず
作詞:阿木燿子　編曲:瀬尾一三

## 参加ミュージシャン
- Acoustic & Electric Guitar：Takuro Yoshida
- Drums, Percussion：Russ Kunkel
- Bass：Lee Sklar
- Electric Guitars：Waddy Wachtel, Michael Thompson, Ken Yajima, Kazuhiko Matsuo
- Acoustic Guitar：Fred Tackett
- Keyboards：Craig Doerge, L-tone Nagata, Hajimu Takeda
- Background Vocals：Yasuhiro Kido, Kiyoshi Hiyama, Motoyoshi Iwasaki